# Psila nigromaculata
Psila nigromaculata är en tvåvingeart som beskrevs av Gabriel Strobl 1909. Psila nigromaculata ingår i släktet Psila och familjen rotflugor. Inga underarter finns listade i Catalogue of Life.